# Болякин, Олег Владимирович
Олег Владимирович Болякин (род. 23 сентября 1965, Караганда) — советский и казахстанский хоккеист, левый защитник. Тренер. Заслуженный тренер Республики Казахстан (2007).

## Карьера

### Игровая
Начал играть в хоккей в Караганде. За «Автомобилист» играл до его расформирования в 1996 году, в сезоне 1987/88 играл в «Строителе» из Темиртау. В 1995 году привлекался в сборную, за которую сыграл 3 игры, отметившись одной передачей.
Уехал играть в «Воронеж». Через два сезона вышел на лёд за хабаровский «Амур» в Суперлиге. Завершил карьеру в родном «Казахмысе».

### Тренерская
Первым клубом Болякина-тренера был «Казахмыс-2», где он в течение сезона (2003/04) выполнял обязанности главного тренера.
С 2005 года — один из тренеров «Казахмыса», в 2006 году ставшего чемпионом Казахстана и тогда же переехавшего из Караганды в город Сатпаев. В сезоне 2006/07 команда «Казахмыс» стала обладателем Кубка Республики Казахстан, серебряным призёром чемпионата и бронзовым призёром открытого первенства России (высшая лига).
Олег Болякин неоднократно привлекался к работе с молодёжной сборной страны в качестве тренера (2004), старшего тренера (2005) и главного тренера (2006—2009). В 2007 году студенческая сборная Казахстана выиграла бронзовые медали на зимней Универсиаде в Турине (Италия) и Болякин вместе с Сергеем Могильниковым был удостоен звания заслуженного тренера Республики Казахстан.
С 2007 года стал главным тренером клуба «Иртыш-Павлодар», выступавшего в чемпионате Казахстана.
С 2008 года его клуб — карагандинская «Сарыарка». В сезоне 2009/10 клуб стал чемпионом Казахстана.
Следующие два сезона — главный тренер «Казцинк-Торпедо» (Усть-Каменогорск), выступающего в ВХЛ. Но за плохие результаты в начале 2012 года был отстранён от руководства клуба, и его место временно занял Сергей Могильников.
Летом 2015 года возглавил хоккейный клуб «Алматы» и отработал там три года. Затем работал ассистентом у Александра Истомина в «Бейбарысе». В декабре 2018 года возглавил ангарский «Ермак» и занял с ним предпоследнее 28-е место в ВХЛ.
Летом 2019 года возглавил усть-каменогорский «Алтай».
В декабре 2023 года, после увольнения Галыма Мамбеталиева с поста главного тренера хоккейного клуба «Барыс», стал исполняющим обязанности главного тренера.

## Семья
Сын — Евгений, также хоккеист.